# یک هم‌اندیشی درباره ترانه عامه‌پسند
یک هم‌اندیشی دربارهٔ ترانه عامه‌پسند (انگلیسی: A Symposium on Popular Songs) یک کارتون مخصوص با ساخت استودیو انیمیشن والت دیزنی در سال ۱۹۶۲ میلادی است. این فیلم شامل ترانه‌هایی است که توسط برادران شرمن با تنظیم موسیقی توسط توتی کاماراتا ضبط شده است.
این فیلم برای جایزه اسکار بهترین بهترین پویانمایی کوتاه نامزد دریافت جایزه بود.